# Armindo Araújo
Armindo José Salgado da Silva Araújo (Porto, 1º settembre 1977) è un pilota di rally portoghese, due volte vincitore del campionato mondiale rally produzione (PWRC).

## Carriera
Ha ottenuto i primi risultati di rilievo nei rally nel 2000, quando ha vinto il campionato portoghese promozione al volante di una Citroën Saxo. Con lo stesso modello nel 2001 ha partecipato per la prima volta, in occasione del rally casalingo, ad un evento del campionato mondiale e nel 2003 e nel 2004 è stato campione nazionale portoghese, titolo che ha in seguito confermato anche nel 2005 e nel 2006, impiegando una Mitsubishi Lancer Evolution.
Nel 2007, sempre con una Lancer, ha debuttato nel campionato mondiale produzione (PWRC), finendo 14º nella classifica generale, mentre nel 2008 ha migliorato i propri risultati arrivando 8º. Nel 2009 la vittoria di categoria nel Rally del Portogallo e altri tre podi lo hanno portato a laurearsi campione PWRC; si è ripetuto poi nel 2010, in questo caso con tre successi all'attivo ottenuti in Messico, Germania e Francia.
Nel 2011 ha corso nel mondiale WRC con una Mini John Cooper Works WRC e ha concluso la stagione con 5 punti totali e la 23ª posizione finale. Ha continuato a guidare una Mini anche nella stagione 2012.

## Palmarès
- P-WRC
2009 su Mitsubishi Lancer Evo IX
2010 su Mitsubishi Lancer Evo X e Mitsubishi Lancer Evo IX

### Vittorie nel P-WRC
| Nº | Anno | Rally                | Copilota       | Vettura                  | Squadra         |
| -- | ---- | -------------------- | -------------- | ------------------------ | --------------- |
| 1  | 2009 | Rally del Portogallo | Miguel Ramalho | Mitsubishi Lancer Evo IX | Ralliart Italia |
| 2  | 2010 | Rally del Messico    | Miguel Ramalho | Mitsubishi Lancer Evo IX | Ralliart Italia |
| 3  | 2010 | Rally di Germania    | Miguel Ramalho | Mitsubishi Lancer Evo X  | Ralliart Italia |
| 4  | 2010 | Rally d'Alsazia      | Miguel Ramalho | Mitsubishi Lancer Evo X  | Ralliart Italia |

## Risultati nel mondiale rally

### WRC
| 2001 | Scuderia | Vettura          |  |  |     |  |  |  |  |  |  |  |  |  |  |  |  |  | Punti | Pos. |
| ---- | -------- | ---------------- |  |  | --- |  |  |  |  |  |  |  |  |  |  |  |  |  | ----- | ---- |
| 2001 |          | Citroën Saxo VTS |  |  | Rit |  |  |  |  |  |  |  |  |  |  |  |  |  | 0     |      |

| 2007 | Scuderia                      | Vettura                  |  |    |  |  |     |  |  |     |  |  |    |  |  |     |     |    | Punti | Pos. |
| ---- | ----------------------------- | ------------------------ |  | -- |  |  | --- |  |  | --- |  |  | -- |  |  | --- | --- | -- | ----- | ---- |
| 2007 | Mitsubishi Motors de Portugal | Mitsubishi Lancer Evo IX |  | 20 |  |  | Rit |  |  | Rit |  |  | 18 |  |  | Rit | Rit | 23 | 0     |      |

| 2008 | Scuderia        | Vettura                  |  |    |  |  |  |  |    |    |  |  |    |  |  |    |    |  | Punti | Pos. |
| ---- | --------------- | ------------------------ |  | -- |  |  |  |  | -- | -- |  |  | -- |  |  | -- | -- |  | ----- | ---- |
| 2008 | Ralliart Italia | Mitsubishi Lancer Evo IX |  | 17 |  |  |  |  | 16 | 16 |  |  | 25 |  |  | 21 | 27 |  | 0     |      |

| 2009 | Scuderia                          | Vettura                                          |  |    |    |   |  |    |   |  |  |    |  |   |  |  |  |  | Punti | Pos. |
| ---- | --------------------------------- | ------------------------------------------------ |  | -- | -- | - |  | -- | - |  |  | -- |  | - |  |  |  |  | ----- | ---- |
| 2009 | Ralliart Italia Errani Team Group | Mitsubishi Lancer Evo IX Mitsubishi Lancer Evo X |  | 16 | 10 | 9 |  | 14 | 9 |  |  | 13 |  | 9 |  |  |  |  | 0     |      |

| 2010 | Scuderia        | Vettura                                          |    |    |    |  |  |    |  |  |    |  |    |  |    |  |  |  | Punti | Pos. |
| ---- | --------------- | ------------------------------------------------ | -- | -- | -- |  |  | -- |  |  | -- |  | -- |  | -- |  |  |  | ----- | ---- |
| 2010 | Ralliart Italia | Mitsubishi Lancer Evo X Mitsubishi Lancer Evo IX | 23 | 10 | 12 |  |  | 14 |  |  | 18 |  | 16 |  | 18 |  |  |  | 1     | 25º  |

| 2011 | Scuderia               | Vettura                                           |  |  |     |  |    |  |     |    |   |  |     |     |    |  |  |  | Punti | Pos. |
| ---- | ---------------------- | ------------------------------------------------- |  |  | --- |  | -- |  | --- | -- | - |  | --- | --- | -- |  |  |  | ----- | ---- |
| 2011 | Motorsport Italia/BAMP | Mini Cooper S2000 1.6T Mini John Cooper Works WRC |  |  | Rit |  | 12 |  | Rit | 20 | 8 |  | Rit | Rit | 10 |  |  |  | 5     | 23º  |

| 2012 | Scuderia                                  | Vettura                    |    |    |   |    |     |    |   |    |  |  |  |  |  |  |  |  | Punti | Pos. |
| ---- | ----------------------------------------- | -------------------------- | -- | -- | - | -- | --- | -- | - | -- |  |  |  |  |  |  |  |  | ----- | ---- |
| 2012 | Armindo Araújo WRT WRC Team Mini Portugal | Mini John Cooper Works WRC | 10 | 15 | 7 | 15 | Rit | 11 | 8 | 15 |  |  |  |  |  |  |  |  | 11    | 15º  |

| 2018 | Scuderia              | Vettura        |  |  |  |  |  |    |  |  |  |  |  |  |  |  |  |  | Punti | Pos. |
| ---- | --------------------- | -------------- |  |  |  |  |  | -- |  |  |  |  |  |  |  |  |  |  | ----- | ---- |
| 2018 | Team Hyundai Portugal | Hyundai i20 R5 |  |  |  |  |  | 14 |  |  |  |  |  |  |  |  |  |  | 0     |      |

| 2019 | Scuderia | Vettura        |  |  |  |  |  |  |    |  |  |  |  |  |  |  |  |  | Punti | Pos. |
| ---- | -------- | -------------- |  |  |  |  |  |  | -- |  |  |  |  |  |  |  |  |  | ----- | ---- |
| 2019 |          | Hyundai i20 R5 |  |  |  |  |  |  | 16 |  |  |  |  |  |  |  |  |  | 0     |      |

| 2021 | Scuderia | Vettura                |  |  |  |    |  |  |  |  |  |  |  |  |  |  |  |  | Punti | Pos. |
| ---- | -------- | ---------------------- |  |  |  | -- |  |  |  |  |  |  |  |  |  |  |  |  | ----- | ---- |
| 2021 |          | Škoda Fabia Rally2 Evo |  |  |  | 19 |  |  |  |  |  |  |  |  |  |  |  |  | 0     |      |

| 2022 | Scuderia | Vettura                |  |  |  |    |  |  |  |  |  |  |  |  |  |  |  |  | Punti | Pos. |
| ---- | -------- | ---------------------- |  |  |  | -- |  |  |  |  |  |  |  |  |  |  |  |  | ----- | ---- |
| 2022 |          | Škoda Fabia Rally2 Evo |  |  |  | 14 |  |  |  |  |  |  |  |  |  |  |  |  | 0     |      |

| 2023 | Scuderia | Vettura                |  |  |  |  |    |  |  |  |  |  |  |  |  |  |  |  | Punti | Pos. |
| ---- | -------- | ---------------------- |  |  |  |  | -- |  |  |  |  |  |  |  |  |  |  |  | ----- | ---- |
| 2023 |          | Škoda Fabia Rally2 Evo |  |  |  |  | 17 |  |  |  |  |  |  |  |  |  |  |  | 0     |      |

| 2024 | Scuderia           | Vettura               |  |  |  |  |    |  |  |  |  |  |  |  |  |  |  |  | Punti | Pos. |
| ---- | ------------------ | --------------------- |  |  |  |  | -- |  |  |  |  |  |  |  |  |  |  |  | ----- | ---- |
| 2024 | The Racing Factory | Škoda Fabia RS Rally2 |  |  |  |  | 17 |  |  |  |  |  |  |  |  |  |  |  | 0     |      |

| 2025 | Scuderia | Vettura               |  |  |  |  |    |  |  |  |  |  |  |  |  |  |  |  | Punti | Pos. |
| ---- | -------- | --------------------- |  |  |  |  | -- |  |  |  |  |  |  |  |  |  |  |  | ----- | ---- |
| 2025 |          | Škoda Fabia RS Rally2 |  |  |  |  | 26 |  |  |  |  |  |  |  |  |  |  |  | 0     |      |

| Legenda | 1º posto | 2º posto | 3º posto | A punti | Senza punti | Ritirato | Squalificato | NP=Non partito C=Gara cancellata | Apice=Power stage |

### WRC-2
| 2019 | Scuderia | Vettura        |  |  |  |  |  |  |   |  |  |  |  |  |  |  |  |  | Punti | Pos. |
| ---- | -------- | -------------- |  |  |  |  |  |  | - |  |  |  |  |  |  |  |  |  | ----- | ---- |
| 2019 |          | Hyundai i20 R5 |  |  |  |  |  |  | 8 |  |  |  |  |  |  |  |  |  | 4     | 43º  |

| 2022 | Scuderia | Vettura                |  |  |  |   |  |  |  |  |  |  |  |  |  |  |  |  | Punti | Pos. |
| ---- | -------- | ---------------------- |  |  |  | - |  |  |  |  |  |  |  |  |  |  |  |  | ----- | ---- |
| 2022 |          | Škoda Fabia Rally2 Evo |  |  |  | 5 |  |  |  |  |  |  |  |  |  |  |  |  | 10    | 34º  |

| 2023 | Scuderia | Vettura                |  |  |  |  |    |  |  |  |  |  |  |  |  |  |  |  | Punti | Pos. |
| ---- | -------- | ---------------------- |  |  |  |  | -- |  |  |  |  |  |  |  |  |  |  |  | ----- | ---- |
| 2023 |          | Škoda Fabia Rally2 Evo |  |  |  |  | 12 |  |  |  |  |  |  |  |  |  |  |  | 0     |      |

| 2024 | Scuderia           | Vettura               |  |  |  |  |    |  |  |  |  |  |  |  |  |  |  |  | Punti | Pos. |
| ---- | ------------------ | --------------------- |  |  |  |  | -- |  |  |  |  |  |  |  |  |  |  |  | ----- | ---- |
| 2024 | The Racing Factory | Škoda Fabia RS Rally2 |  |  |  |  | 10 |  |  |  |  |  |  |  |  |  |  |  | 1     | 54º  |

| 2025 | Scuderia | Vettura               |  |  |  |  |    |  |  |  |  |  |  |  |  |  |  |  | Punti | Pos. |
| ---- | -------- | --------------------- |  |  |  |  | -- |  |  |  |  |  |  |  |  |  |  |  | ----- | ---- |
| 2025 |          | Škoda Fabia RS Rally2 |  |  |  |  | 16 |  |  |  |  |  |  |  |  |  |  |  | 0     |      |

| Legenda | 1º posto | 2º posto | 3º posto | A punti | Senza punti | Ritirato | Squalificato | NP=Non partito C=Gara cancellata | Apice=Power stage |

### WRC-2 Challenger
| 2023 | Scuderia | Vettura                |  |  |  |  |   |  |  |  |  |  |  |  |  |  |  |  | Punti | Pos. |
| ---- | -------- | ---------------------- |  |  |  |  | - |  |  |  |  |  |  |  |  |  |  |  | ----- | ---- |
| 2023 |          | Škoda Fabia Rally2 Evo |  |  |  |  | 6 |  |  |  |  |  |  |  |  |  |  |  | 8     | 35º  |

| 2024 | Scuderia           | Vettura               |  |  |  |  |   |  |  |  |  |  |  |  |  |  |  |  | Punti | Pos. |
| ---- | ------------------ | --------------------- |  |  |  |  | - |  |  |  |  |  |  |  |  |  |  |  | ----- | ---- |
| 2024 | The Racing Factory | Škoda Fabia RS Rally2 |  |  |  |  | 9 |  |  |  |  |  |  |  |  |  |  |  | 2     | 49º  |

| 2025 | Scuderia | Vettura               |  |  |  |  |    |  |  |  |  |  |  |  |  |  |  |  | Punti | Pos. |
| ---- | -------- | --------------------- |  |  |  |  | -- |  |  |  |  |  |  |  |  |  |  |  | ----- | ---- |
| 2025 |          | Škoda Fabia RS Rally2 |  |  |  |  | 12 |  |  |  |  |  |  |  |  |  |  |  | 0     |      |

| Legenda | 1º posto | 2º posto | 3º posto | A punti | Senza punti | Ritirato | Squalificato | NP=Non partito C=Gara cancellata | Apice=Power stage |

### P-WRC
| 2007 | Scuderia                      | Vettura                  |  |   |  |  |  |  |  |     |  |  |   |  |  |     |     |   | Punti | Pos. |
| ---- | ----------------------------- | ------------------------ |  | - |  |  |  |  |  | --- |  |  | - |  |  | --- | --- | - | ----- | ---- |
| 2007 | Mitsubishi Motors de Portugal | Mitsubishi Lancer Evo IX |  | 4 |  |  |  |  |  | Rit |  |  | 6 |  |  | Rit | Rit | 7 | 10    | 14º  |

| 2008 | Scuderia        | Vettura                  |  |   |  |  |  |  |   |   |  |  |    |  |  |   |   |  | Punti | Pos. |
| ---- | --------------- | ------------------------ |  | - |  |  |  |  | - | - |  |  | -- |  |  | - | - |  | ----- | ---- |
| 2008 | Ralliart Italia | Mitsubishi Lancer Evo IX |  | 7 |  |  |  |  | 3 | 5 |  |  | 12 |  |  | 9 | 7 |  | 14    | 8º   |

| 2009 | Scuderia                          | Vettura                  |  |   |   |   |  |   |   |  |  |   |  |  |  |  |  |  | Punti | Pos. |
| ---- | --------------------------------- | ------------------------ |  | - | - | - |  | - | - |  |  | - |  |  |  |  |  |  | ----- | ---- |
| 2009 | Ralliart Italia Errani Team Group | Mitsubishi Lancer Evo IX |  | 4 | 2 | 1 |  | 3 | 2 |  |  | 4 |  |  |  |  |  |  | 42    | 1º   |

| 2010 | Scuderia        | Vettura                                          |   |   |   |  |  |  |  |  |   |  |   |  |   |  |  |  | Punti | Pos. |
| ---- | --------------- | ------------------------------------------------ | - | - | - |  |  |  |  |  | - |  | - |  | - |  |  |  | ----- | ---- |
| 2010 | Ralliart Italia | Mitsubishi Lancer Evo X Mitsubishi Lancer Evo IX | 3 | 1 | 2 |  |  |  |  |  | 1 |  | 1 |  | 2 |  |  |  | 126   | 1º   |

| Legenda | 1º posto | 2º posto | 3º posto | A punti | Senza punti | Ritirato | Squalificato | NP=Non partito C=Gara cancellata | Apice=Power stage |

### WRC-3
| 2021 | Scuderia | Vettura                |  |  |  |   |  |  |  |  |  |  |  |  |  |  |  |  | Punti | Pos. |
| ---- | -------- | ---------------------- |  |  |  | - |  |  |  |  |  |  |  |  |  |  |  |  | ----- | ---- |
| 2021 |          | Škoda Fabia Rally2 Evo |  |  |  | 7 |  |  |  |  |  |  |  |  |  |  |  |  | 6     | 47º  |

| Legenda | 1º posto | 2º posto | 3º posto | A punti | Senza punti | Ritirato | Squalificato | NP=Non partito C=Gara cancellata | Apice=Power stage |